# 于震寰 (图书馆学家)
于震寰，又名于镜宇，20世纪图书馆学家。武昌文华图专毕业。在民国时期比较活跃，有不少著译。

## 著作
- 《善本图书编目法》	于震寰				1933